# Coscinaraea hazimanensis
Espèce
Statut CITES
Coscinaraea hazimanensis est une espèce de coraux appartenant à la famille des Coscinaraeidae.